# Crkva sv. Nikole u Šibeniku
Crkva sv. Nikole u Šibeniku, koja je pripadala bratovštini pomoraca i brodograditelja, izgrađena je u 17. stoljeću u baroknom stilu. Smještena je na obali južno od katedrale sv. Jakova, u blizini mjesta gdje se nekada nalazilo staro šibensko brodogradilište. Interesantno pročelje završava lijepim baroknim zvonikom "na preslicu", podignutim 1672. Unutrašnjost je uređena u dorskom stilu, jednostavnog i skromnog izgleda. Crkvu odlikuje zanimljiv drveni kasetirani strop oslikan u 18. stoljeću. Radi se o tridesetak slika, rađenih u tehnici ulja na platnu,s figurama svetaca i portretima donatora u starim pučkim nošnjama. Natpisi, kao i grbovi pojedinih šibenskih obitelji, otkrivaju njihova imena. U crkvi su izloženi modeli starih jedrenjaka koji su postavljeni kao zavjetni darovi. U unutrašnjosti se nalazi i grobnica šibenskog graditelja i klesara Antuna Nogulovića, koju je sam izgradio 1617.g. i u kojoj je pokopan 17 godina poslije.

## Vanjske poveznice
|  | Zajednički poslužitelj ima još gradiva o temi Crkva sv. Nikole u Šibeniku |